# Izborsk

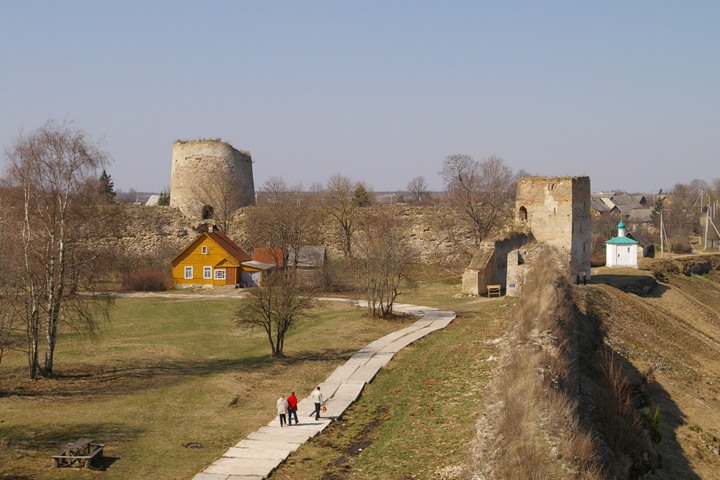
Le mura della fortezza

Izborsk (russo: Изборск; estone: Irboska) è un villaggio situato nel distretto Pečorskij dell'oblast' di Pskov, Russia. Contiene una delle più importanti e imponenti fortezze medievali della Russia occidentale.
Il villaggio si trova a una trentina di chilometri ad ovest di Pskov, poco lontano dal confine estone. Secondo la Cronaca degli anni passati, nell'862 la fortezza fu dominio di Truvor. Fu chiamato così in nome di Izborsk, figlio di Sloven. Anche se la sua tomba è ancora meta di turisti, gli scavi archeologici effettuati sui tumuli funebri presenti in abbondante numero nelle vicinanze non rileverebbero la presenza di insediamenti di Variaghi, facendo presumere che Izborsk fosse in origine un importante centro dei primi Kriviči.
La successiva menzione della fortezza nelle storiografie slave data al 1233, quando Izborsk fu attaccata e presa dai Cavalieri portaspada. Dopo alterne vicende che videro la città passare più volte in mano a questi ultimi, la semi autonoma città di Pskov decise nel 1302 di trasferire la fortezza in un luogo strategicamente più vantaggioso. Nel 1510 Izborsk, facente allora parte della Repubblica di Pskov, fu attaccata e conquistata dal Gran Principe Basilio III di Moscovia. Durante l'assedio di Pskov (1581) da parte delle truppe del Re Stefan Batory, la fortezza fu occupata dalle truppe polacche, che l'abbandonarono solo dopo il 1582. Dal XVIII secolo, a causa delle annessioni di Estonia e Lettonia poste in essere da Pietro il Grande, la fortezza vide venir meno il proprio ruolo strategico e declinò.
A seguito del trattato di Tartu i confini tra Estonia e Russia furono spostati ad est e dal 1920 il villaggio divenne parte dello stato estone. Nel 1945 quando la Russia era parte dell'URSS e l'Estonia fu occupata dall'Unione Sovietica, il confine fu nuovamente modificato unilateralmente dai sovietici ed Izborsk divenne parte della RSSF Russa.
Le più antiche strutture ad oggi esistenti sono la Torre Lukovka (lit. "Torre della Cipolla"), costruita nel 1330, primo edificio difensivo in pietra ad essere costruito a ovest di Pskov. Dopo la costruzione di un muro di cinta e di sette ulteriori torri di pietra la Lukovka diventò una torre d'avvistamento. La chiesa della Natività all'interno della fortezza fu costruita nel XVI secolo. Poco lontano dall'insediamento è oggi presente un museo di croci di pietra.